# François Bernier
François Bernier, född 1625, död 1688, var en fransk doktor och resande, född i Angers. Han var doktor i 12 år för kejsaren Aurangzeb, och publicerade reseskildringar.

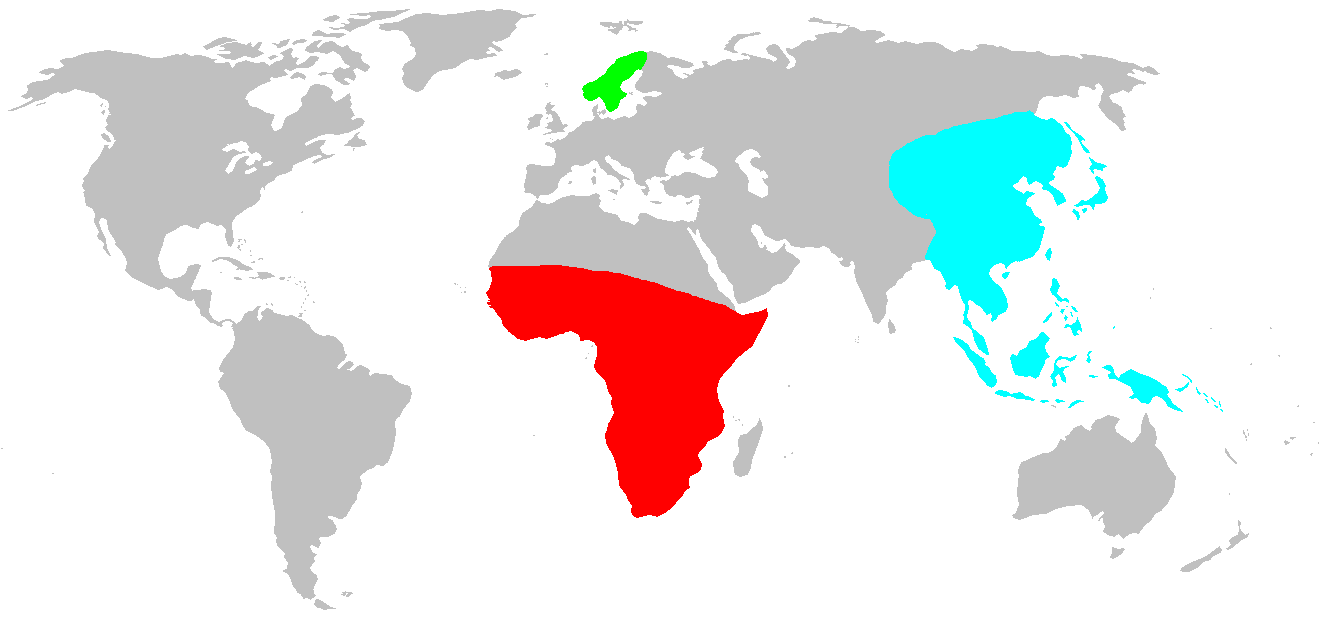
Berniers rasindelning

Hans kändaste publikation som han skrev 1684, är, Nouvelle division de la terre par les différentes espèces ou races qui l'habitent.